# Vasárnapi Lapok (hetilap)
Vasárnapi Lapok Nagyváradon 1934–1935-ben megjelent, összesen 12 számot megért hetilap. Felelős szerkesztője és kiadója Ötvös Béla volt; mint budapesti szépirodalmi főmunkatársakat tünteti fel Csermely Gyulát, Csurka Pétert és Lőrincz Miklóst. A lapban szépirodalmi művekkel jelen van még Bodnár János, Kálmán Jenő, Nagy Dániel, Várady Aladár, grafikával Elefánt Jenő, képzőművészeti alkotások reprodukciójával Haslinger Irma, Tibor Ernő és Ványai Imre.